# Roland Hug
 (février 2019).
Pour les articles homonymes, voir Hug.
Roland Hug (9 janvier 1936-29 janvier 2019) est un musicien, trompettiste de jazz suisse.

## Biographie
Roland Hug est né à La Chaux-de-Fonds en 1936.
En 1955, il s'installe à Paris et rencontre Mezz Mezzrow qui le présente à Sidney Bechet. Il joue avec son groupe durant deux ans.
En 1959, il rejoint le groupe de Claude Luter,.
Plus tard, il rejoint le groupe Dixie Come Backs, puis le New Orleans All Star.
Il meurt le 29 janvier 2019. 

## Discographie
- El Doudou, Vogue, 1956 (avec Albert Langue) et Jacques David (musicien de jazz).
- Parisian Encounter, Vogue, 1958 (avec Teddy Buckner)
- Jazz sur la Croisette, compilation avec  Claude Luter (INA mémoire vive /Abeille Musique) reprise sous le titre Cent ans de Jazz, (album Sidney Bechet et Claude Luter), Vogue, 1998. L'album comprend notamment les tubes les plus appréciés : Dans les rues d'Antibes, Les Oignons, Petite fleur.
- Swinging Clarinets (1960) avec Claude Luter
- Roland Hug New Orleans All Stars, Vol. 1 (1989)
- On Basin Street (1990)
- Live At FestiJazz (2001)